# Sialil-Lewis X
Il Sialil-LewisX, (o sialil LeX, o sLeX, o sLe*), è un tetrasaccaride tipicamente legato alla superficie cellulare, mediante legami O-glicosidici. SLeX svolge un ruolo nel riconoscimento cellula-cellula, è inoltre il mediatore dell'attrazione degli spermatozoi da parte della cellula uovo nelle fasi del legame, fusione e formazione dello zigote. La prima segnalazione di questa essenziale funzione svolta dal tetrasaccaride nel processo della fecondazione si è avuta nel 2011
Sialil-Lewis X è anche un importante antigene per la determinazione del gruppo sanguigno e viene rilevato all'estremità di glicolipidi presenti sulla superficie cellulare. Il determinante del sialil-Lewis X è la struttura carboidratica che lega l'E-selectina ed è costitutivamente espresso sui granulociti e sui monociti. Nella risposta infiammatoria media la fase di rotolamento (rolling) che precede la fuoriuscita di queste cellule dai vasi. I linfociti T e B a riposo non esprimono la molecola fino al momento dell'attivazione. Il sialil-Lewis X è espresso preferenzialmente su cellule Th1 attivate, ma non su cellule Th2.

## Storia
Il termine Lewis deriva dal nome di una famiglia affetta da un disturbo di incompatibilità dei globuli rossi. Gli studi effettuati sui globuli rossi di questi individui hanno portato alla scoperta del Sialil-LewisX. Il sialil-Lewis X è un antigene molto importante dei globuli rossi ed è presente sui glicolipidi della superficie esterna della cellula.
È utile notare che X è una lettera che lo differenzia dall'antigene Lewis Y e non il numero romano X (dieci).

## Importanza clinica
Una difettosa sintesi di Sialil-LewisX causa un tipo di immunodeficienza detta LAD-2 (deficit di adesione leucocitaria di tipo 2). Il difetto può essere causato dalla mancanza dell'enzima fucosil-trasferasi che compromette la formazione del trisaccaride Lewis X.
Sialil-LewisX viene utilizzato negli studi per combattere i tumori e la crescita delle cellule tumorali. È stato osservato un aumento dell'espressione di Sialil-LewisX su cellule tumorali ed è stato osservato sia su N-glicani sia si O-glicani. Sialil-LewisX è oggetto di ricerche con marcatori CD al fine di trovare nuovi modi per creare biosensori per le cellule tumorali. Inoltre, è utilizzato in modo nuovo sulle cellule tumorali, specificamente per il trattamento del cancro.
Viene anche utilizzato per ottenere maggiori tassi di fecondazione degli ovuli nelle donne, rivestendoli con Sialil-LewisX. Esso gioca un ruolo chiave nella risposta infiammatoria e può essere utilizzato per aumentare la risposta dei leucociti alle infezioni.
Sialil-LewisX è un'infiammazione antigene associato sulle cellule del fegato. Diventa sopra espresso sulle cellule del fegato malate e può essere usato come un modo per rilevare malattia epatica in un paziente.
Sialil LewisX è anche oggetto di ricerca per il rilevamento e il trattamento di disordini immunitari a causa della sua presenza sui leucociti. C'è disordine congenito dove c'è una tendenza a ricorrenti infezioni gravi. Ciò deriva da una mancanza di Sialil-LewisX legato al suo ligando, e-selectina, sulla membrana dei neutrofili che pertanto non possono essere reclutati nel sito dell'infezione.

## Funzioni
Sialyl-LewisX è importante nel rotolamento e nell'adesione dei leucociti ottenuti attraverso il suo legame con la E-Selectina presente sui leucociti (monociti e polimorfonucleati nella fase acuta e poi anche TH nella fase adattiva). I leucociti circolano nel flusso sanguigno e quindi si legano alla parete endoteliale con un legame debole che provoca il rotolamento lungo la superficie vascolare dell'endotelio. Questo movimento rotatorio, unitamente al rallentamento, permette che si stabiliscano dei legami più forti che porteranno alla diapedesi attraverso la parete dei capillari e delle venule 
Sialil-LewisX è un partner necessario per le tre selectine che legano le cellule endoteliali e leucociti. Quando Sialil-LewisX è parte di un O-glicani e collegato CD34 può legarsi al L-selectina. Per il legame con la L-selectina, Sialil-LewisX deve essere sottoposto solfatazione. Perché Sialil-LewisX si leghi alla P-selectina, è necessario che preventivamente si stabilisca un legame con la Glicoproteina Ligando della P-selectina -1 (GPSL-1) dopo il quale viene solfatato permettendo Sialil-LewisX da legarsi al P-selectina. Per il legame di Sialil-LewisX alla E-selectina hè necessario che esso sia parte di un N-glicani e quindi che si associ al CD44 o, eventualmente, a glicolipidi che sono ritenuti in grado di facilitare il legame. Questa legami permettono ai leucociti di subire un legame debole che ne permette il rilascio da parte delle cellule endoteliali come necessario per raggiungere la loro destinazione.
Sialil-LewisX permette allo spermatozoo di riconoscere la cellula uovo e fecondarla. Perché la fecondazione si verifichi è necessario che lo spermatozoo si legho alla zona pellucida, la matrice tranlucida che ricopre la cellula uovo composta da quattro glicoproteine, ZP1, 2, 3 e 4, e che la attraversi per fondersi con l'ovocita. La zona pellucida nell'uomo è molto ricca in N- ed O-glicani che esprimono Sialil-LewisX nella parte terminale. Il test dell'emizona, che determina il legame spermatozoo-ZP contando il numero di spermatozoi legati all'emisfera di cellula uovo non vivente sezionata a metà in vitro, ha dimostrato che 0.5 mM di Sialil-LewisX riducono il legame di Sialil-LewisX-ZP del 63%. Inoltre l'aggiunta di ZP3 e ZP4 solubili e purificati inibisce il legame spermatozoo-ZP nel test dell'emizona. Questi dati dimostrano che gli stadi precoci del legame tra spermatozoo ed ovocita possono essere mediati dalle lectine attraverso la presenza di Sialil-LewisX sugli spermatozoi umani.